# Microvelia fasciculifera
Microvelia fasciculifera är en insektsart som beskrevs av Mckinstry 1937. Microvelia fasciculifera ingår i släktet Microvelia och familjen vattenlöpare. Inga underarter finns listade i Catalogue of Life.